# Île Ewing (Nouvelle-Zélande)
L'île Ewing (en anglais Ewing Island) est une île inhabitée, faisant partie de l'archipel des îles Auckland, une chaîne subantarctique qui fait partie des îles éloignés de Nouvelle-Zélande. Elle se trouve au nord-est de l'archipel, près de l'embouchure de Port Ross, donnant directement sur le sud de la plus grande des iles, l'île d'Enderby et au large de la pointe nord-est de l'île d'Auckland.

## Zone ornithologique importante
L'île fait partie comme l'archipel de la Zone importante pour la conservation des oiseaux (ZICO), identifié comme tel par BirdLife International en raison de la présence importante de site de reproduction pour plusieurs espèces d'oiseaux de mer comme le cormoran des Auckland, la sarcelle d'Auckland, la râle des Auckland et la bécassine des Auckland, tous endémiques. Les perruche de Sparrman et à tête d'or vivent sur l'île d'Ewing, ce qui en fait le deuxième endroit le plus au sud du monde de vie de perroquets.